# Autoestrada A12
La A12 o Autopista del Sur del Tajo es una autopista portuguesa que conecta Lisboa con Setúbal, uniendo las dos orillas de la región del Área Metropolitana de Lisboa, con una longitud total de 42,8 km.
Esta autopista se divide en dos partes continuas: la primera, de 17 km, concesionada a Lusoponte, corresponde al contrato de la Puente Vasco da Gama, comenzando en Sacavém, al final del CRIL.
La segunda, de 24 km y atribuida a Brisa, comienza a la salida del Puente Vasco da Gama, en plena Reserva Natural del Estuario del Tajo, junto a la antigua Aldea Galega, hoy ciudad de Montijo, cruza la A2 cerca de Palmela, y se extiende a través de marismas y llanuras de trigo, girasol, avena y viñedos hasta llegar a Setúbal.
Su tramo más antiguo, junto a Setúbal, fue inaugurado a finales de los años 70 para completar el tramo de la autopista entre Lisboa y Setúbal. En 1994, con la apertura del tramo de la A2 entre Palmela y Marateca, el pequeño tramo que conecta con Setúbal, de sólo 5 km, pasó a formar parte de la A12. En ese momento, la idea de construir un segundo paso sobre el Tajo comenzó a tomar forma, pero esta vez al norte de Lisboa. Este cruce serviría para aliviar el tráfico existente en el Puente 25 de Abril y para crear una nueva y más rápida alternativa de viaje entre la costa norte y sur del país, que hasta ese momento requería el paso por el interior del perímetro de la ciudad (Avenida Marechal Craveiro Lopes y Avenida General Norton de Matos).
Así, la A12 se amplió hasta Montijo, al mismo tiempo que se construía el Puente Vasco da Gama, y ambas infraestructuras se inauguraron en 1998, menos de dos meses antes del inicio de la Exposición Universal de 1998 (EXPO '98), que tuvo lugar en Lisboa.

## Tramos
| Tramo               | Situación                                                                    | km   |
| ------------------- | ---------------------------------------------------------------------------- | ---- |
| Setúbal – A 2       | En servicio (1979) En servicio como parte de la A 2 Renombrado (1994) a A 12 | 5,2  |
| A 2 – Alcochete     | En servicio (04/1998)                                                        | 19,1 |
| Alcochete – Sacavém | En servicio (1998)                                                           | 17   |